# LAZ-695
Der LAZ-695 (ukrainisch und russisch ЛАЗ-695) ist ein sowjetischer und später ukrainischer Stadtbus, der ab 1956 zuerst im Lwowski Awtobusny Sawod (russisch Львовский автобусный завод, ukrainisch Львівський автобусний завод, kurz ЛАЗ bzw. LAZ) produziert wurde. Das Fahrzeug erfuhr eine weite Verbreitung – in über einem halben Jahrhundert Produktion entstanden mehr als 280.000 Exemplare. Einige der Fahrzeuge trugen den Beinamen Lwiw (ukrainisch Львів).
Unter der Bezeichnung LAZ-695T wurde in verschiedenen Werken ein Trolleybus gefertigt, der auf dem LAZ-695 basiert. Allerdings wurde unter der gleichen Bezeichnung auch eine gewöhnliche Version mit Verbrennungsmotor gebaut.

## Fahrzeuggeschichte

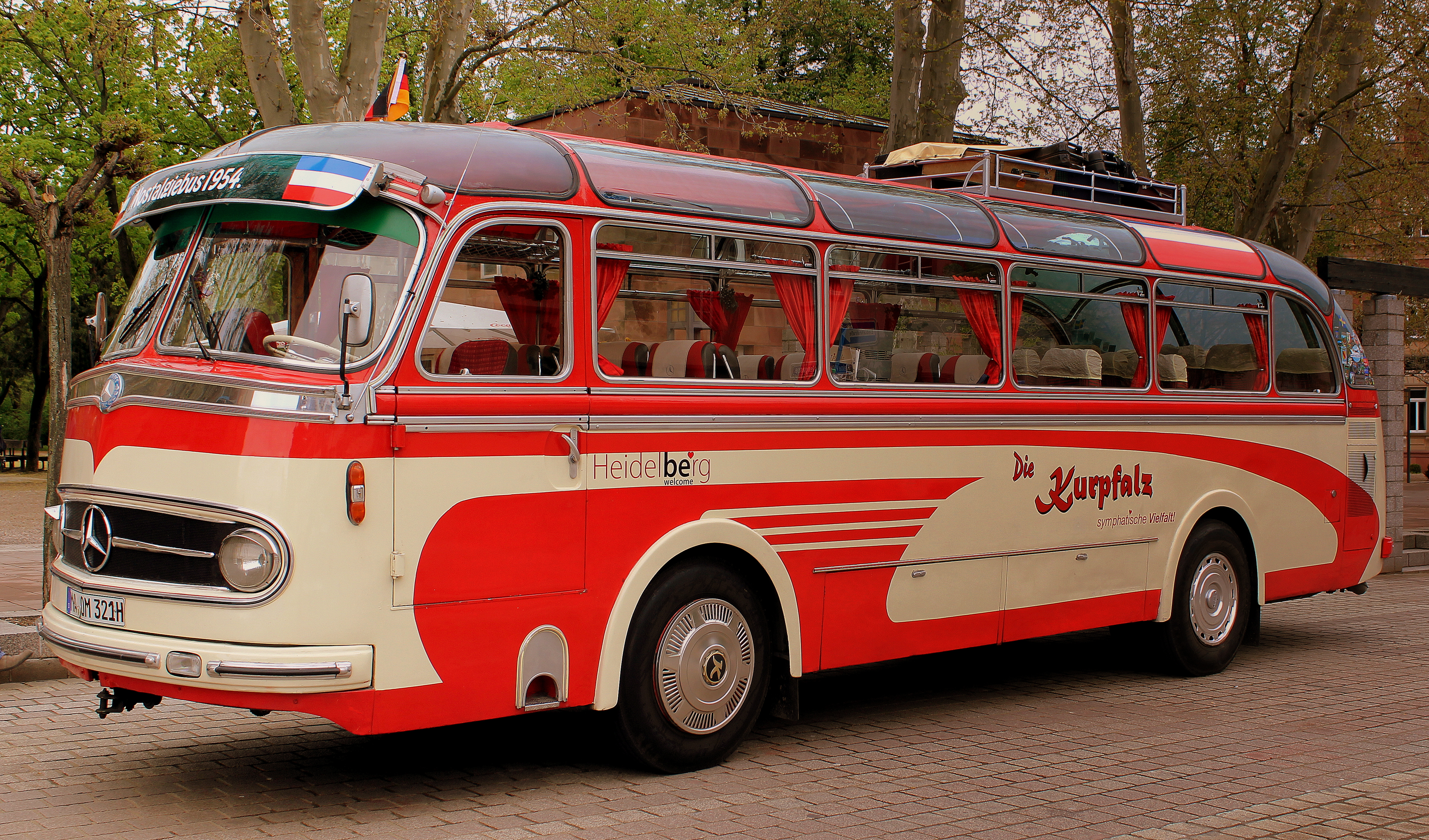
Ein Mercedes-Benz O 321, das Vorbild für den LAZ-695 (2013)

Mit dem Bau des neuen Automobilwerks in Lwiw wurde bereits 1945 begonnen. Vier Jahre später nahm die Anlage die Produktion auf. Zunächst wurden unterschiedliche Fahrzeuge hergestellt: Autokräne auf Basis des Lastwagens ZIS-150, Lieferwagen und Verkaufsstände auf Lkw-Basis sowie passende Anhänger. Außerdem entstand ein Elektromobil.
Im Jahr 1955 sollte das Werk mit dem Bau von ZIS-155-Stadtbussen beauftragt werden. Allerdings entwickelte das Unternehmen selbst ein moderneres Fahrzeug unter dem Namen LAZ-695, dessen Produktion tatsächlich von den zuständigen Behörden genehmigt wurde. Als Vorbild diente den Konstrukteuren der deutsche Mercedes-Benz O 321. Im Februar 1956 entstand der erste Prototyp, bald darauf wurde mit der Serienfertigung begonnen.
In den folgenden Jahrzehnten wurde das Fahrzeug immer wieder überarbeitet und modernisiert. In den 1960er Jahren entstanden, gemessen an der Gesamtzahl gefertigter Fahrzeuge, einige wenige Oberleitungsbusse auf Basis des LAZ-695. Sie wurden aber fast alle in anderen Werken komplettiert, LAZ baute zumeist nur Fahrgestell und Karosserie. Größere Überarbeitungen des Modells mit Verbrennungsmotor gab es 1964, 1969/70 und 1976. Erst in den 1990er Jahren wurden Fahrzeuge mit sparsameren Dieselmotoren gebaut. Zuvor kamen Ottomotoren zum Einsatz. Schon 1985/86 begann man werksseitig mit der Entwicklung und dem Bau von Erdgasbussen.
Die Lwiw wurde die Fertigung des Fahrzeugs insgesamt 46 Jahre bis 2002 fortgeführt. Danach gab das Werk die Produktion an das zum Konzern gehörige Dneprodserschinski Awtobusny Sawod (DAZ) ab, wo noch bis 2008 komplette Fahrzeuge und bis 2011 Karosserien als Ersatzteile gefertigt wurden. In 52 Jahren wurden etwas über 280.000 LAZ-695 der unterschiedlichsten Versionen gebaut, nicht inbegriffen sind die ähnlichen Typen LAZ-697 und der Reisebus LAZ-699, die über ähnlich lange Zeiträume gefertigt wurden.

## Modellvarianten
Im Laufe der langen Bauzeit entstanden diverse Modifikationen des Fahrzeugs, sogar Trolleybusse wurden gefertigt. Die nachfolgende Liste soll lediglich einen Überblick über die wichtigsten Versionen geben und erhebt keinen Anspruch auf Vollständigkeit. Das Modell LAZ-697 und der längere Reisebus LAZ-699, die dem LAZ-695 technisch sehr ähnlich sind, werden hier nicht aufgeführt.

### LAZ-695

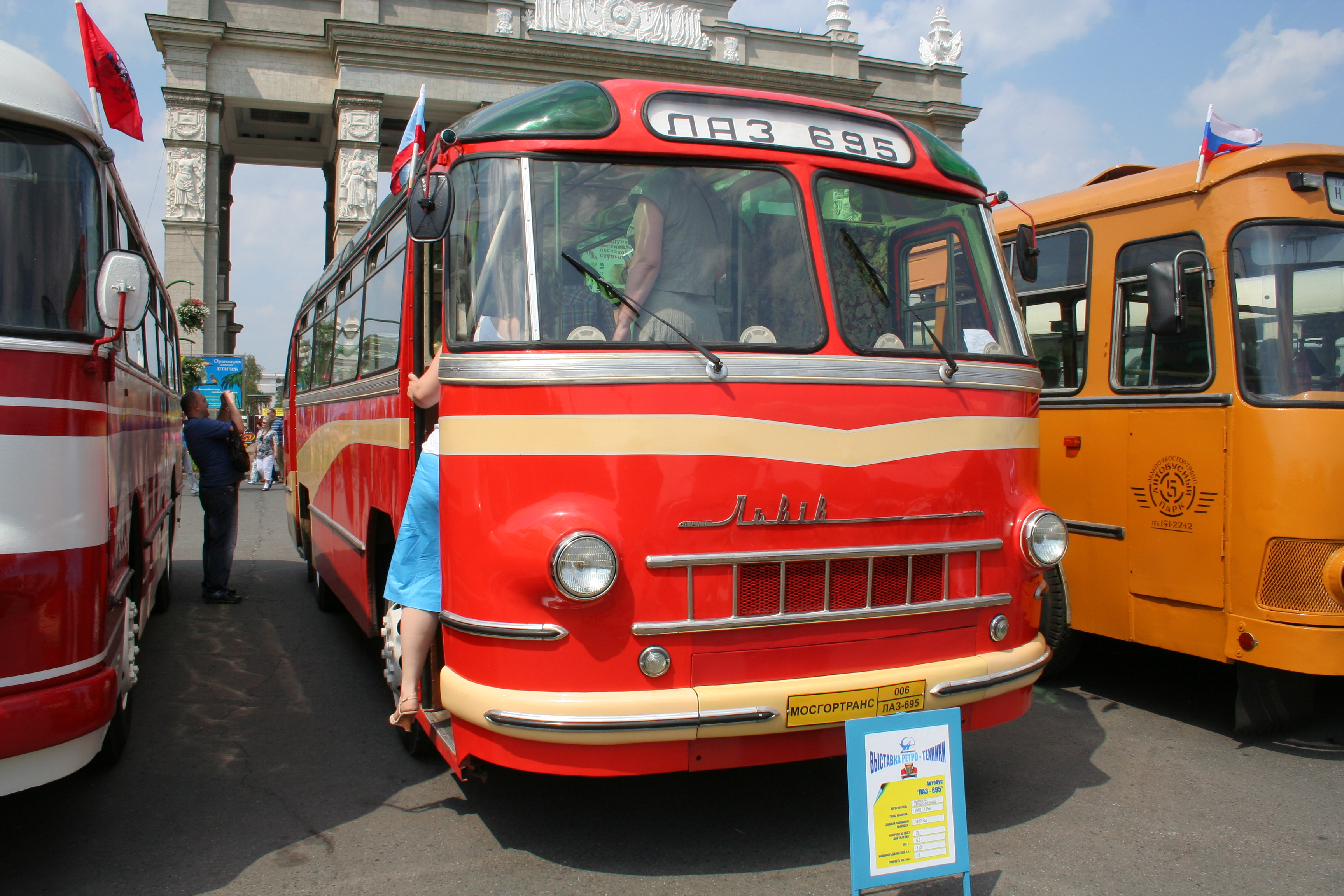
Ein LAZ-695 der ersten Ausführung, Baujahr 1957, in Moskau (2013)

Die ersten Prototypen wurden im Februar 1956 montiert, wobei auf Motoren vom Typ ZIL-124 zurückgegriffen wurde, wie sie bereits im ZIS-155 verbaut worden waren. Als Unterbau wurde ein Lastwagenfahrgestell verwendet, Kupplung und Getriebe stammten vom ZIL-158. Die Karosserie wurde fest mit dem Fahrgestell verbunden und anschließend mit Aluminiumblechen verkleidet, die punktgeschweißt sind.
Um den Fahrkomfort zu erhöhen, wurden erstmals in der Sowjetunion Federn mit einer nichtlinearen Kennlinie verwendet. Sie werden umso härter, je weiter man sie zusammendrückt. Entsprechend war das Fahrzeug auch bei voller Auslastung für die Passagiere noch bequem. Da der Durchgang zwischen den Sitzreihen sehr eng war und auch die Passagiertüren eher schmal ausfielen, wurden später mit dem LAZ-697 und dem LAZ-699 spezielle Versionen für den Tourismus und für den Fernverkehr gebaut. Der LAZ-695 wurde hauptsächlich im Stadtverkehr und im Vorortverkehr eingesetzt, wo keine besonders langen Strecken gefahren wurden.
Im Vergleich zum älteren ZIS-155 war der LAZ-695 etwa einen Meter länger und trotzdem noch geringfügig leichter. Das Design wurde überarbeitet. Die Höchstgeschwindigkeit der ersten Version blieb mit 65 km/h jedoch weiter gering, auch weil der verbaute Motor nur 95 PS (70 kW) leistete. Der ursprüngliche LAZ-695 wurde bis 1958 gebaut und dann durch den LAZ-695B ersetzt. Wie viele Exemplare genau gefertigt wurden, ist unbekannt.
Ein interessantes Detail des Busses ist der Fakt, dass er sich bei Bedarf sehr schnell zum Krankentransporter umrüsten lässt. Dieses Konstruktionsmerkmal floss wahrscheinlich unter dem Gesichtspunkt ein, dass der Zweite Weltkrieg erst relativ kurz beendet war. Zur Umrüstung mussten lediglich die Sitze durch Betten ersetzt werden. Die zusätzliche Tür am Heck des Busses wurde auch unter dem Gesichtspunkt verbaut, dass Verwundete so schneller hätten verladen werden können.

### LAZ-695B

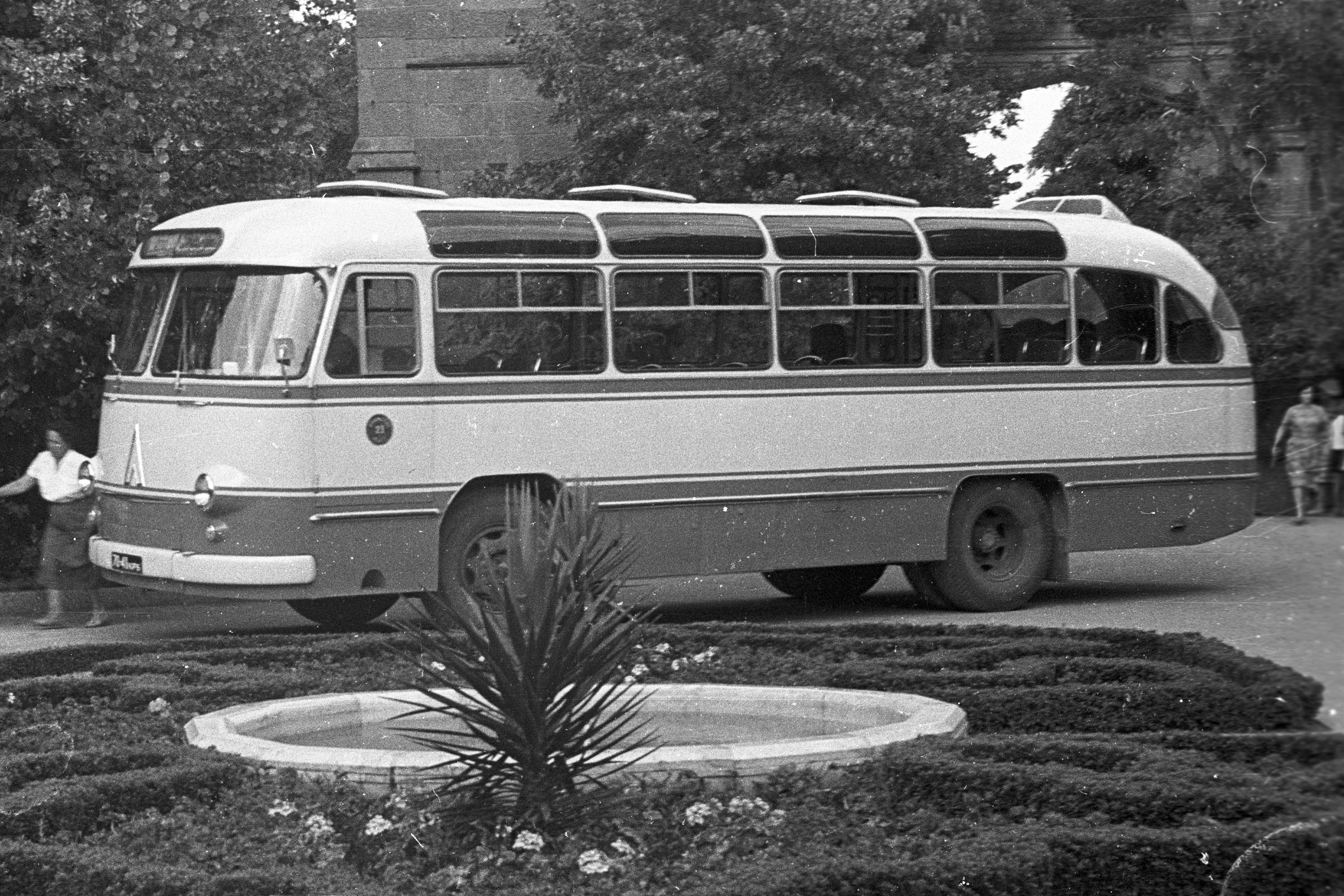
Ein LAZ-695B, fotografiert 1963 auf der Krim. Gut zu erkennen ist der hintere Lufteinlass für den Motor, angeordnet auf dem Dach des Fahrzeugs

Ab Ende 1957 wurde eine modernisierte Version des Fahrzeugs gebaut. Es erhielt einen stärkeren Motor mit nun 109 PS (80 KW), der auch im ZIL-158 verbaut wurde. Die Karosserie wurde nun aus Stahl gefertigt, nicht mehr aus Aluminium. Außerdem erfolgten diverse kleinere Modernisierungen. Die Lufteinlässe für den Motorraum wurden aufs Dach verlegt, damit weniger Staub ins Innere gerät. Die Türen werden nun pneumatisch betätigt, Heizung und Bestuhlung wurden überarbeitet, die Lenksäule verstellbar ausgeführt. Im Mai 1958 erfolgte die Umbenennung in LAZ-695B.
Im Laufe des Jahres verschwanden die verglasten Ecken an der Dachfront des Busses. Dies war deshalb der Fall, weil es mehrere Beschwerden über die Instabilität der Karosserie gegeben hatte. Auch mit einer Karosserie völlig ohne Panoramafenster wurde experimentiert, diese Version wurde aber zunächst nicht in Serie übernommen. Stattdessen wurden die Scheiben 1959 eingekürzt und die Dachlinie leicht geändert. Die Höchstgeschwindigkeit stieg auf 75 km/h an.
Bis 1964 wurden 16.718 vollständige LAZ-695B gefertigt, hinzu kamen 10 komplett bei LAZ gebaute Trolleybusse des Typs LAZ-695T. Außerdem wurden 551 Karosserien an das Kiewski Sawod Elektrotransporta (Kiewer Elektrotransportwerk, kurz KZET) und an das Odesski Awtosborotschny Sawod (Odessaer Automontagewerk, kurz OdAZ) geliefert, wo diese zu Oberleitungsbussen komplettiert wurden.

### LAZ-695E

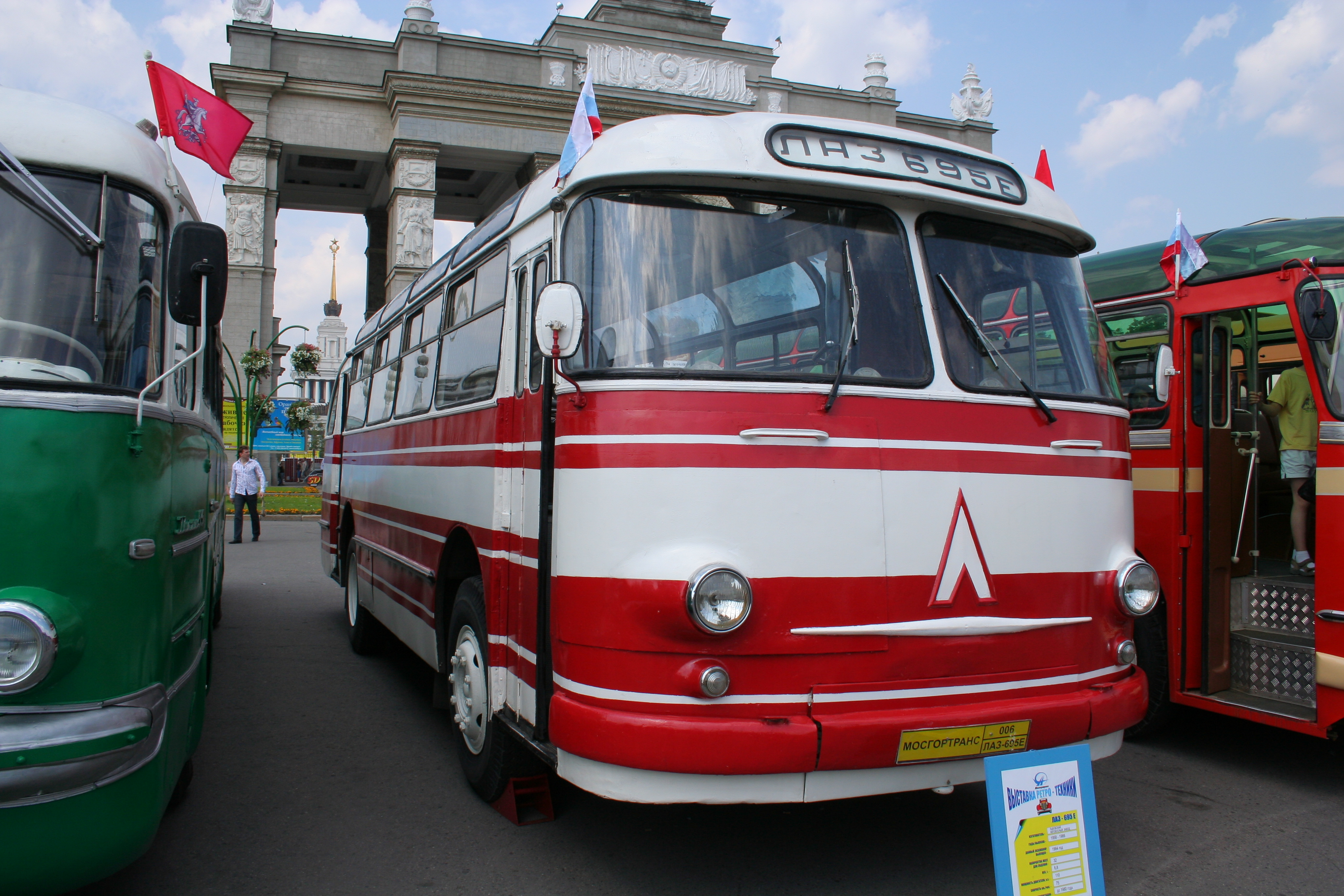
LAZ-695E Baujahr 1964 in Moskau (2010)

Das Sawod imeni Lichatschowa begann 1961 mit der Produktion eines neuen V8-Ottomotors, der eigentlich für den Lastwagen ZIL-130 bestimmt war. Da er mehr leistete als der bisherige Ottomotor vom Typ ZIL-158, bemühte man sich ebenfalls ab 1961, ihn auch im LAZ-695 zu verwenden. Ein Prototyp wurde 1961 fertiggestellt, die Serienproduktion begann 1963. Im ersten Jahr wurde der LAZ-695B weiter parallel gefertigt und mit 394 Exemplaren entstanden auch nur wenige LAZ-695E. Erst 1964 wurde die Produktion komplett umgestellt. Ab diesem Zeitpunkt unterschieden sich die beiden Versionen auch äußerlich, da man die Form der Radkästen änderte. Auch das Getriebe des neuen Lastwagens wurde in die Serienversion übernommen.
Vom Modell LAZ-695E wurden bis 1969 oder 1970 37.916 Exemplare gefertigt, von denen 1346 exportiert wurden.

### LAZ-695Sch
In Zusammenarbeit mit dem Fahrzeugbauinstitut NAMI wurde ein automatisches Strömungsgetriebe entwickelt. Zu Testzwecken wurden zwischen 1963 und 1965 insgesamt 40 LAZ-695Sch gebaut, mit denen dieses Getriebe im Stadtverkehr erprobt wurde. Außer durch das neuartige Getriebe, wie es später auch im ebenfalls weit verbreiteten Stadtbus LiAZ-677 verbaut wurde, unterschieden sich die Fahrzeuge nicht von der Version LAZ-695E.

### LAZ-695M

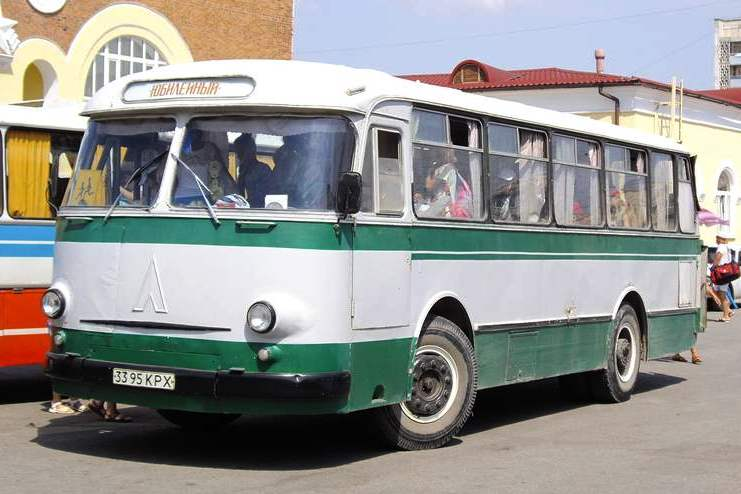
Ein LAZ-695M Baujahr 1974

Je nach Angabe wurde die Produktion 1969 oder erst 1970 auf die nochmals modernisierte Version LAZ-695M umgestellt. Die Modernisierung brachte eine Verlängerung der Fenster in Richtung Dach mit sich, im Gegenzug entfielen die Panoramafenster. Die Dachlinie änderte sich dadurch, die Dachwölbung wurde geringer. Außerdem wurde eine Servolenkung verbaut, die Hinterachsen wurden von Rába aus Ungarn zugeliefert. Außerdem wurde der Lufteinlass auf dem Dach entfernt und durch Schlitze seitlich in der Karosserie ersetzt.
Der LAZ-695M wurde bis 1976 gebaut und dann vom LAZ-695N abgelöst. Es entstanden in dieser Zeit 52.077 Exemplare, von denen lediglich 164 in den Export gingen.

### LAZ-695N

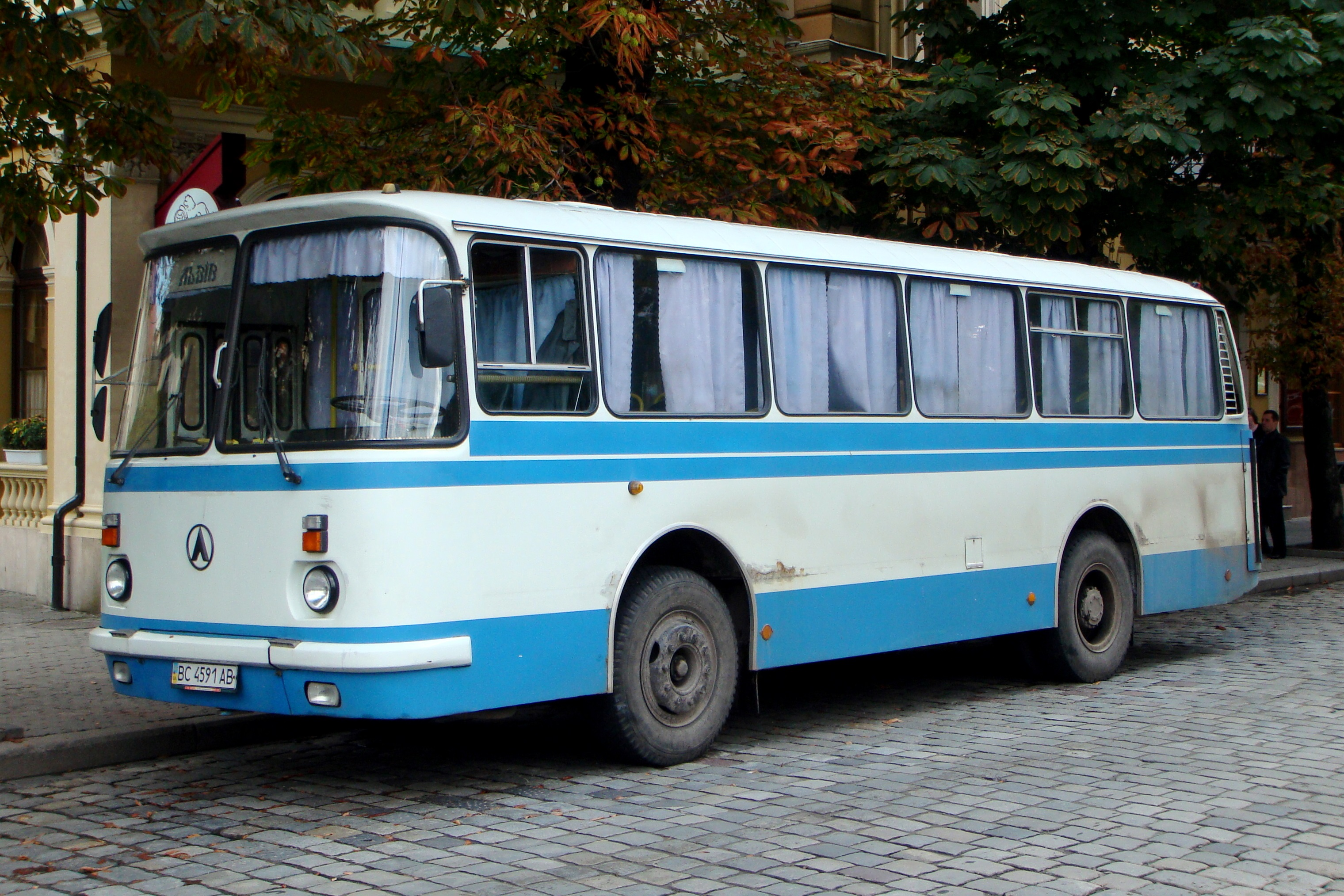
LAZ-695N in der Ukraine (2010)

Im Jahr 1973 begannen die ersten Arbeiten an einer neuen Version, dem LAZ-695N. Die Frontgestaltung des Fahrzeugs änderte sich, insbesondere die Frontscheibe wurde nach unten verlängert. Außerdem änderten sich Kleinigkeiten an der Karosserie. So entfielen die kleinen Anzeigefenster über den Türen ersatzlos und die Scheinwerferanbringung änderte sich.
Drei Jahre später, 1976, begann die Serienfertigung des Fahrzeugs. Sie dauerte in Lwiw bis 2004 an und wurde danach in das Dneprodserschinski Awtobusny Sawod (DAZ) verlegt. Dort, aber auch in verschiedenen anderen Montagewerken im Land wurden bis 2008 noch Komplettfahrzeuge und bis 2011 Karosserien gebaut. Letztere dienten der Überholung älterer Fahrzeuge, waren also Ersatzteile. Mit über 170.000 gebauten Exemplaren war der LAZ-695N auch die bei weitem erfolgreichste Version des Fahrzeugs.

### LAZ-695NG

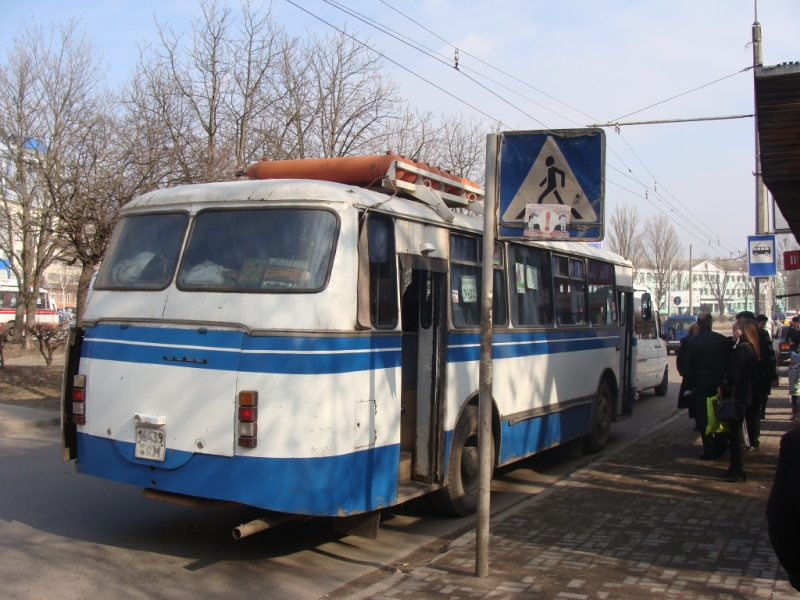
Heckansicht eines LAZ-695NG an einer ukrainischen Bushaltestelle. Da die Verkleidung fehlt, sind die Gasflaschen auf dem Dach gut zu erkennen (2011)

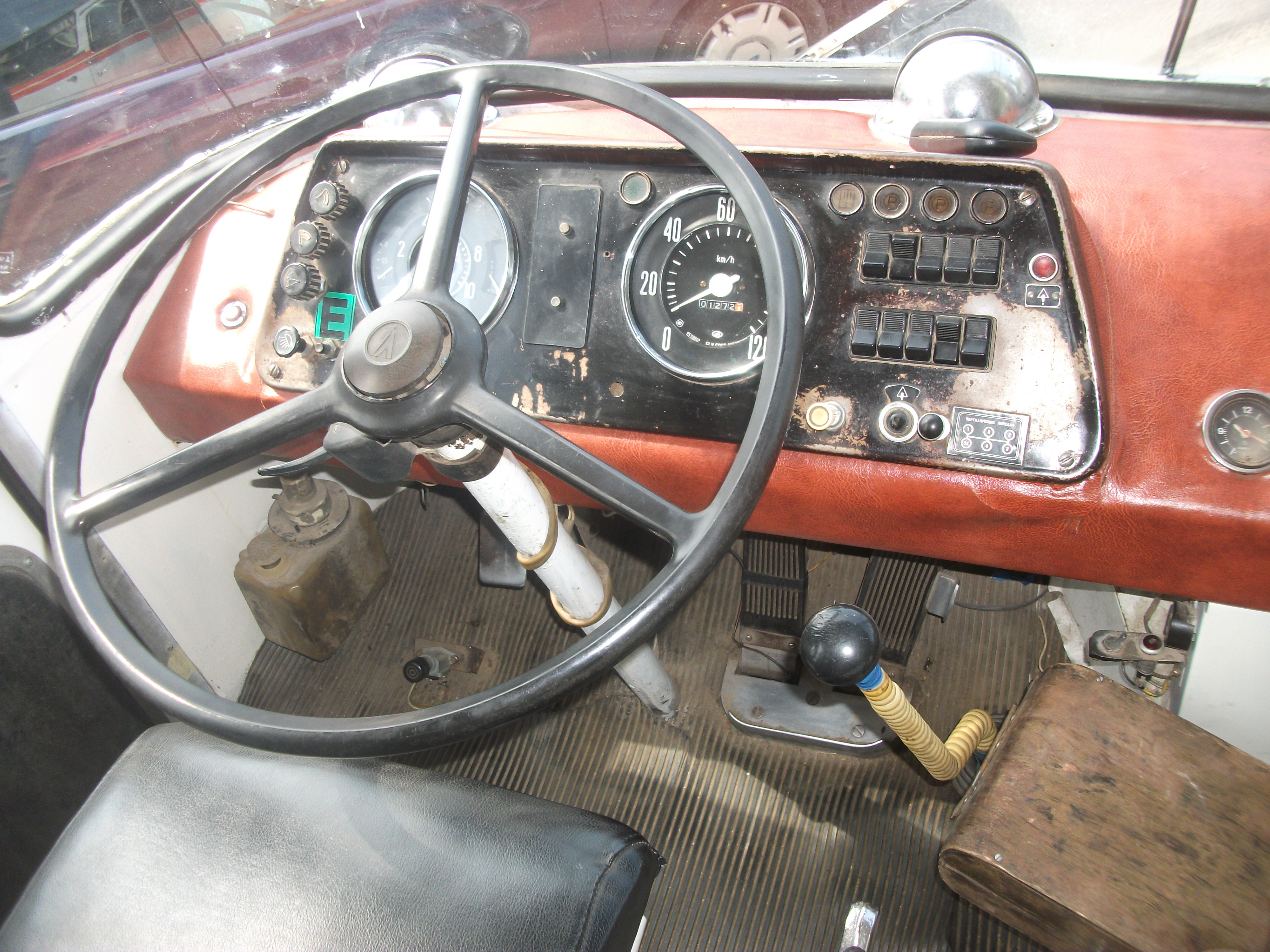
Blick auf den Arbeitsplatz des Busfahrers in einem LAZ-695 (2014)

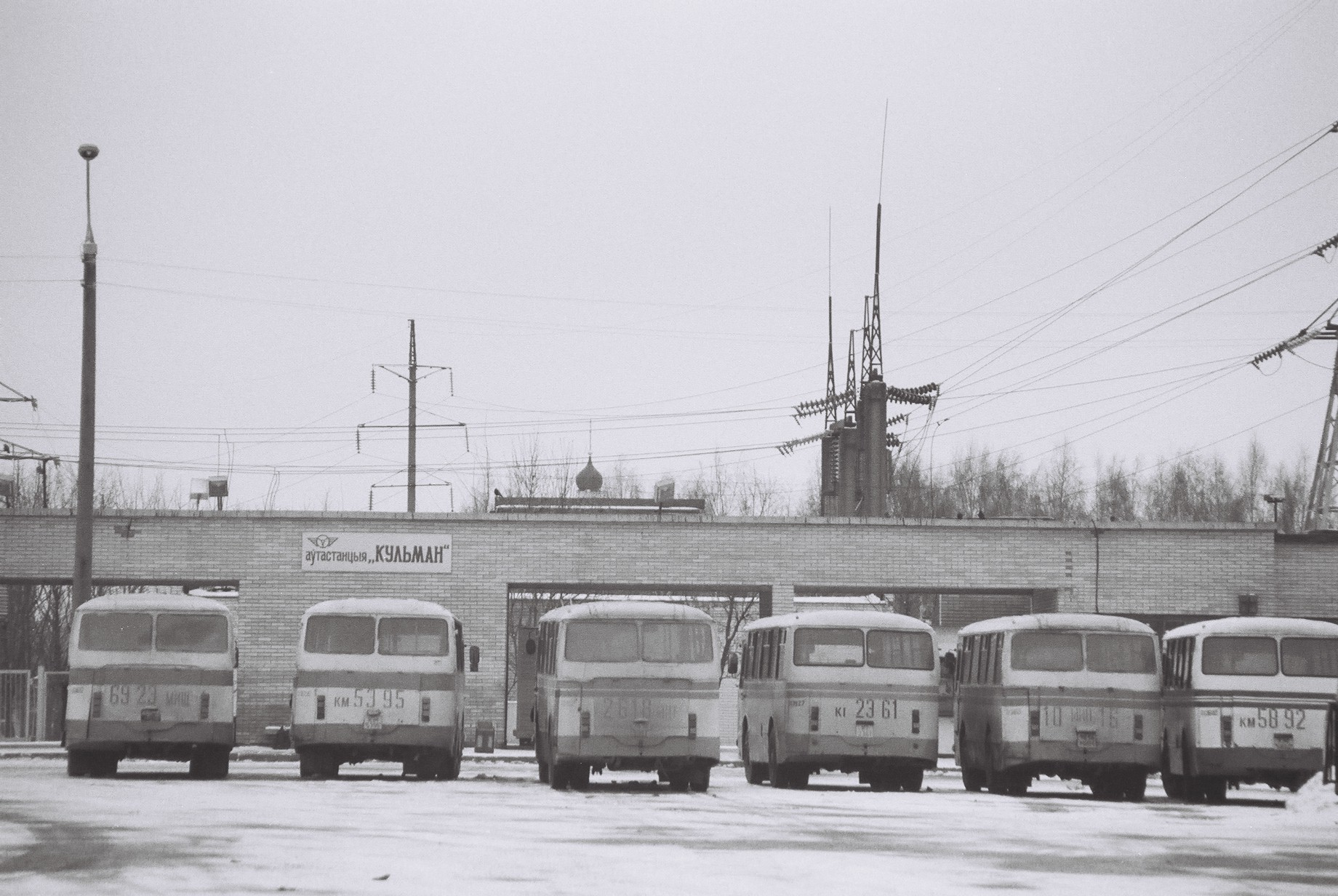
Heckansicht von insgesamt sechs LAZ-695N an einem Busbahnhof in Minsk (2002)

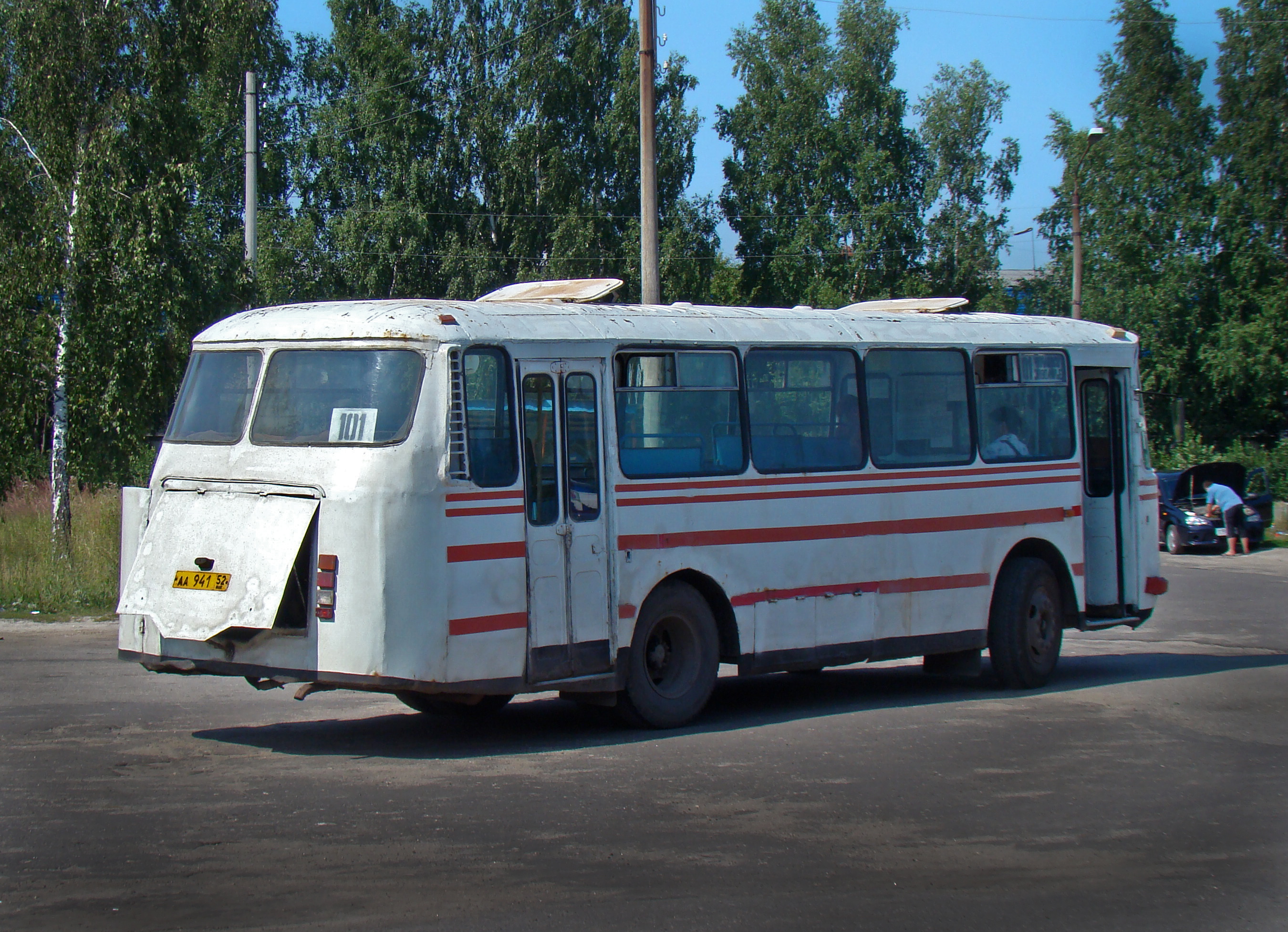
Heckansicht eines LAZ-695 im Sommer in Russland (2011)

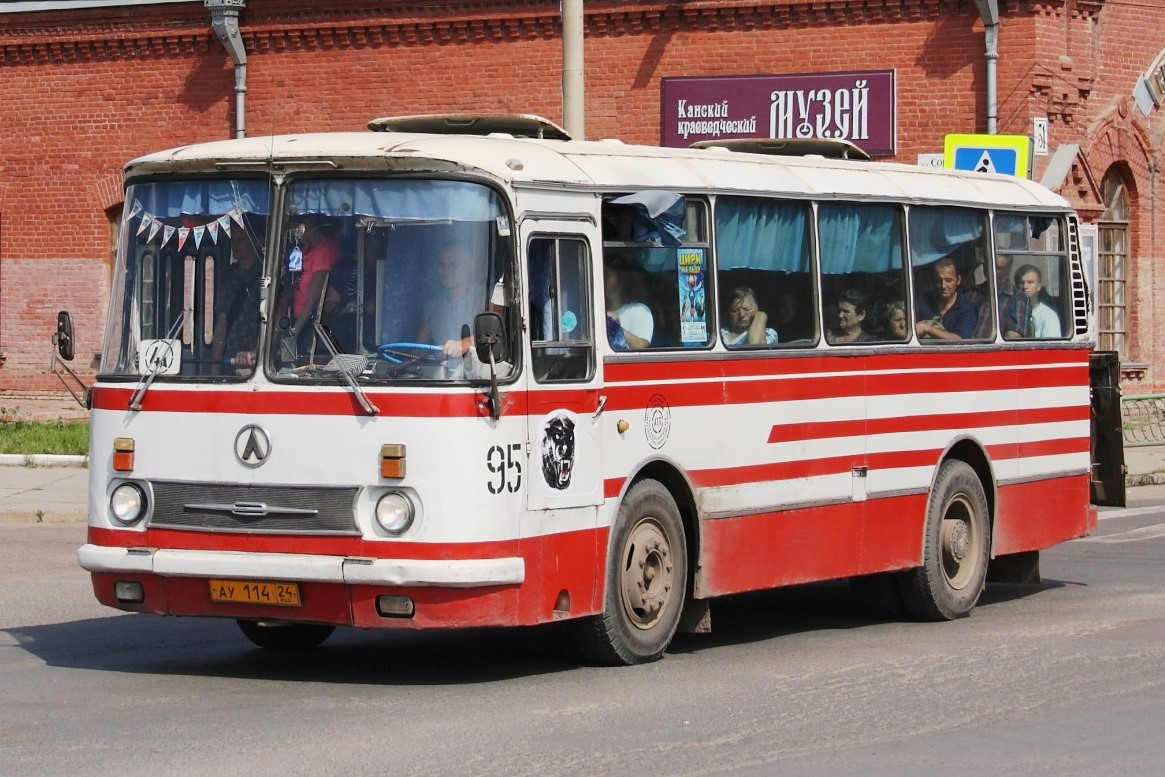
Ein LAZ-695N im russischen Kansk in Betrieb (2013)

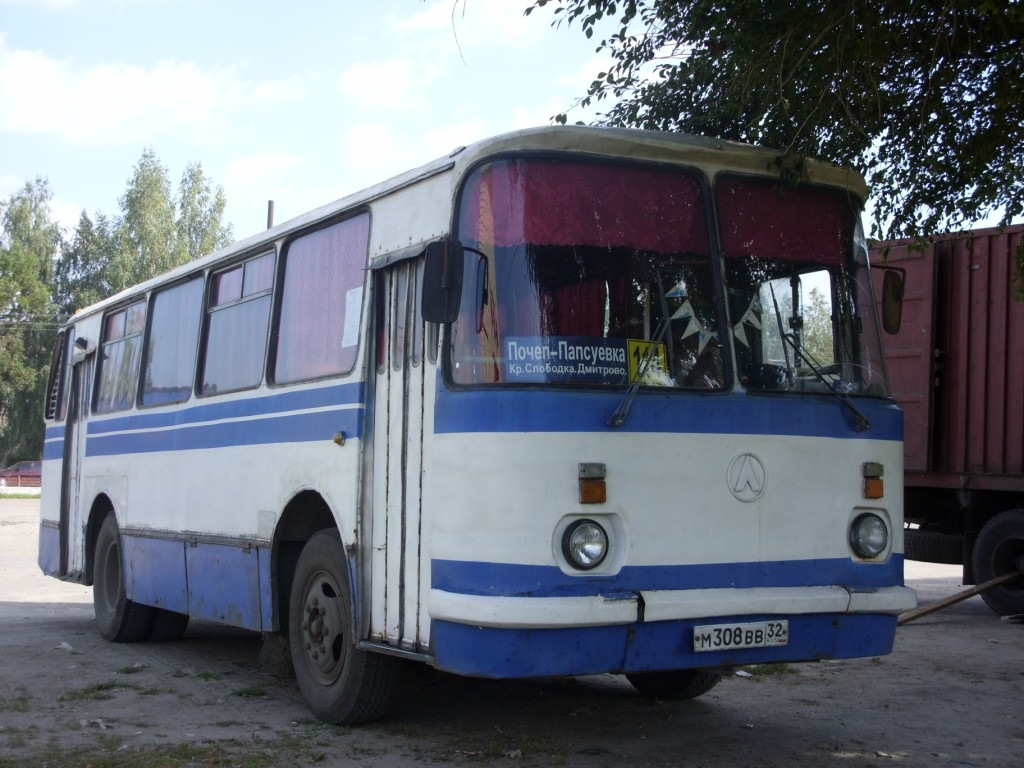
LAZ-695N in Russland, noch in Betrieb auf einer öffentlichen Fernbusroute (2013)

Bereits 1985 oder 1986 wurde versuchsweise ein LAZ-695N als Erdgasfahrzeug für den Betrieb mit Methan ausgerüstet. Die als LAZ-695NG bezeichneten Fahrzeuge wurden später auch in Serie gebaut. Auf dem Dach wurden große Druckbehälter in Zylinderform angebracht und anschließend verkleidet. Der Anbringungsort wurde auch aus Sicherheitsgründen gewählt: Im Falle eines Unfalls mit Gasaustritt soll dies einfach in die Umgebung entweichen, nach Möglichkeit ohne sich zu entzünden oder zu explodieren.
In den 1990er Jahren wurden auch verschiedene Busse nachträglich auf Methanbetrieb umgerüstet. Zum einen gab es in dieser Zeit in der Ukraine eine Treibstoffkrise, zum anderen wurden Benzin und Diesel generell teurer. LAZ selbst baute bis 2002 etwa 8000 Fahrzeuge, danach wurde die Produktion an DAZ abgegeben.

### LAZ-695D
Seit etwa 1993 gab es in verschiedenen Werken die Bemühung, den LAZ-695 mit moderneren und sparsameren Dieselmotoren auszurüsten. Es gab verschiedene Experimentalfahrzeuge, die militärische Motoren nutzten, aber auch der 9,2-Liter-Sechszlindermotor aus dem Traktor T-150K kam zum Einsatz. Erst später wurden Dieselmotoren vom Typ MMZ-245.9 aus dem Minsker Motorenwerk eingesetzt, wie sie zum Beispiel auch im Lastwagen ZIL-5301 zum Einsatz kommen. Diese Busse wurden bis 2002 in Lwiw gebaut, danach die Fertigung nach Dneprodserschinsk zu DAZ abgegeben.
Unter der Bezeichnung LAZ-695D11 wurde zusätzlich ab 1996 in Kleinserie eine Version mit Dieselmotor gebaut, die dem LAZ-697 ähnelte und entsprechend für den Überlandverkehr gedacht war.

### LAZ-695T
Ungeachtet des Fakts, dass es bereits in den 1960er-Jahren ein Fahrzeug mit der Bezeichnung LAZ-695T gegeben hatte, wurde Ende der 1990er-Jahre erneut eine Modellversion so benannt. Diesmal war aber kein Trolleybus gemeint, sondern eine Version des LAZ-695 mit Dieselmotor aus dem Jaroslawski Motorny Sawod. Das V6-Triebwerk mit der Bezeichnung JaMZ-236 leistet je nach Quelle 180 oder 195 PS (132 bzw. 143 kW) und hat einen Hubraum von 11,15 Litern.

### Trolleybusse
Der erste Trolleybus auf Basis eines LAZ-695B (Baujahr 1959) wurde 1962 in Baku, Hauptstadt der Aserbaidschanischen SSR gebaut. Das Heck des Fahrzeugs wurde umgestaltet und die Antriebstechnik ausgetauscht, es erhielt die Bezeichnung BT-62. Über eine Produktion weiterer Exemplare ist nichts bekannt.
Im Sommer 1963 begann LAZ selbst mit der Fertigung einiger Trolleybusse. Insgesamt entstanden auf Basis des LAZ-695B beziehungsweise LAZ-695E (die sich zu diesem Zeitpunkt nur durch den Verbrennungsmotor unterschieden, der aber aus der Trolleybusversion sowieso entfernt wurde) zehn Oberleitungsbusse. Diese wurden als LAZ-695T bezeichnet, diese Bezeichnung wurde Ende der 1990er Jahre allerdings noch einmal davon unabhängig an ein Modell mit Dieselmotor vergeben. Alle zehn Wagen wurden in Lwiw selbst eingesetzt, um den damaligen Mangel an O-Bussen zu decken.
Ebenfalls 1963 begann das Kiewski Sawod Elektrotransporta (KZET) mit der Fertigung von Oberleitungsbussen auf Basis des LAZ-695. Unter der Bezeichnung Kyjiw-5LA (ukrainisch Київ-5ЛА) entstanden bis 1964 insgesamt 75 Fahrzeuge, wobei KZET nur die elektrischen Komponenten verbaute und der restliche Bus von LAZ zugeliefert wurde.
Da die Produktionskapazitäten in allen Werken zu gering war, begann ebenfalls 1963 zusätzlich das Odesski Awtosborotschny Sawod (kurz OdAZ) mit der Fertigung der Trolleybusse. Auch dieses Werk erhielt Karosserien von LAZ und komplettierte die Trolleybusse lediglich. Die dort gebauten Fahrzeuge erhielten die Bezeichnung OdAZ-695T (ОдАЗ-695Т), bis 1965 entstanden 476 Exemplare.
Unabhängig vom Hersteller wurde ein Elektromotor mit 78 kW Leistung verbaut, der die Fahrzeuge auf 50 km/h beschleunigen konnte. Alle Oberleitungsbusse auf Basis des LAZ-695 wurden nur relativ kurze Zeit betrieben und nach etwa sieben bis acht Jahren aus den Beständen ausgemustert. Grund dafür waren beengte Platzverhältnisse im Inneren sowie der sicherheitsrelevante Fakt, dass Teile der elektrischen Ausrüstung im Fahrgastraum verbaut wurden.

## Technische Daten
Die angegebenen Daten beziehen sich auf die Modellversion LAZ-695N, ebenso die Daten in der Infobox.
- Motor: Achtzylinder-Ottomotor
- Motortyp: ZIL-130Ja2N (entspricht dem aus dem Lastwagen ZIL-130)
- Leistung: 150 PS (110 kW) bei 3200 min−1
- Drehmoment: 402 Nm bei 1800–3200 min−1
- Hubraum: 6,0 l
- Verdichtung: 7,1:1
- Treibstoffverbrauch bei zulässigem Gesamtgewicht: 41 l/100 km
- Tankinhalt: 154 l
- Höchstgeschwindigkeit: 80 km/h
- Getriebe: mechanisches Fünfganggetriebe
- Getriebetyp: ZIL-158W (ähnlich jenem im Bus ZIL-158)
- Bordspannung: 12 V
- Belüftungssystem: Dachluken und Fenster
- Bremssystem: Zweikreis-Druckluftbremse, Trommelbremsen an allen Rädern
- Handbremse: wirkt auf Hinterräder
- Antriebsformel: 4×2

Abmessungen und Gewichte
- Länge: 9190 mm
- Breite: 2500 mm
- Höhe: 3120 mm
- Radstand: 4190 mm
- Spurweite vorne: 2116 mm
- Spurweite hinten: 1850 mm (Doppelbereifung)
- Bodenfreiheit: 320 mm
- Breite der Passagiertüren: 830 mm
- Sitzplätze: 34
- Stehplätze: 26
- gesamt: 60
- Reifengröße: 10,00-20″
- Leergewicht: 6800 kg
- zulässiges Gesamtgewicht: 11.200 kg